# Distretto di Zunheboto
Il distretto di Zunheboto è un distretto del Nagaland, in India, di 154 909 abitanti. Il capoluogo è Zunheboto.